# Fritz Aichinger

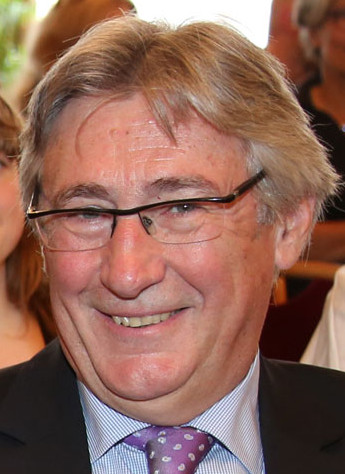
Fritz Aichinger (2015)

Fritz Aichinger (* 14. August 1946 in Wien) ist ein österreichischer Politiker (ÖVP) und Landtags- und Gemeinderatsabgeordneter in Wien. 

## Schul- und Ausbildung
Fritz Aichinger absolvierte 1965 die Matura und studierte im Anschluss Handelswissenschaften an der Wirtschaftsuniversität Wien. 1972 schloss er sein Studium mit der Promotion zum Doktor der Handelswissenschaften ab. Aichinger studierte zudem an der Hochschule für Welthandel und schloss dort mit dem Titel Diplomkaufmann ab.

## Berufliche und politische Laufbahn
Nach der Beendigung seines Studiums übernahm Aichinger zwei Jahre später den elterlichen Betrieb im Bezirk Landstraße, einen Sportartikel-Einzelhandel. Er engagierte sich in der Folge in der Wirtschaftskammer und wurde 1984 Mitglied der Vollversammlung der Wirtschaftskammer Wien. Zwischen 1990 und 1995 war Aichinger Bundesgremialvorsteher des Bundesgremiums für Lederwaren, Spielwaren und Sportartikel und übt seit 1992 das Amt des Sektionsobmann der Sektion Handel der Wirtschaftskammer Wien aus. Er wurde hier letztmals am 18. Mai 2005 für fünf weitere Jahre wiedergewählt.
1993 stieg Aichinger zum Obmann-Stellvertreter des Vereins für Konsumenteninformation auf. Zwischen 1995 und 2003 übte er zudem das Amt des Präsidenten des Fonds der Wiener Kaufmannschaft aus. 
Seit 2001 ist er Gemeinderat in Wien.

## Privates
Fritz Aichinger ist verheiratet und hat zwei Kinder. 